# Milena Agudelo
Pour les articles homonymes, voir Agudelo.
Milena Jazmín Agudelo Medina, née le 15 avril 1985 à Ibagué, est une athlète colombienne, spécialiste du saut à la perche.

## Biographie

### Palmarès
| Date | Compétition                                      | Lieu                 | Résultat | Performance |
| ---- | ------------------------------------------------ | -------------------- | -------- | ----------- |
| 2002 | Jeux d'Amérique centrale et des Caraïbes         | San Salvador         | 1re      | 3,90 m      |
| 2003 | Championnats d'Amérique du Sud                   | Barquisimeto         | 3e       | 4,00 m      |
| 2004 | Championnats ibéro-américains                    | Huelva               | 3e       | 4,20 m      |
| 2005 | Championnats d'Amérique du Sud                   | Cali                 | 3e       | 4,00 m      |
| 2006 | Championnats d'Amérique du Sud                   | Tunja                | 5e       | 3,90 m      |
| 2008 | Championnats d'Amérique centrale et des Caraïbes | Cali                 | 1re      | 4,10 m      |
| 2009 | Championnats d'Amérique du Sud                   | Lima                 | 5e       | 4,00 m      |
| 2010 | Jeux d'Amérique centrale et des Caraïbes         | Mayagüez             | 3e       | 3,90 m      |
| 2011 | Championnats d'Amérique du Sud                   | Buenos Aires         | 3e       | 3,90 m      |
| 2011 | Championnats d'Amérique centrale et des Caraïbes | Mayagüez             | 2e       | 3,95 m      |
| 2013 | Championnats d'Amérique du Sud                   | Carthagène des Indes | 3e       | 3,90 m      |

### Records
| Épreuve          | Épreuve      | Performance | Lieu     | Date           |
| ---------------- | ------------ | ----------- | -------- | -------------- |
| Saut à la perche | En plein air | 4,21 m (RN) | Armenia  | 19 août 2005   |
| Saut à la perche | En salle     | 3,91 m      | Santa Fe | 6 octobre 2004 |